# Squatina oculata
Squatina oculata е вид акула от семейство Морски ангели (Squatinidae). Видът е критично застрашен от изчезване.

## Разпространение и местообитание
Разпространен е в Албания, Алжир, Ангола (Кабинда), Босна и Херцеговина, Габон, Гвинея, Гърция, Демократична република Конго, Западна Сахара, Испания (Балеарски острови и Канарски острови), Италия (Сардиния и Сицилия), Либия, Мавритания, Мароко, Намибия, Нигерия, Португалия, Сао Томе и Принсипи (Сао Томе), Сенегал, Словения, Тунис, Франция (Корсика), Хърватия и Черна гора.
Обитава крайбрежията на морета, заливи и реки в райони с тропически и умерен климат. Среща се на дълбочина от 5 до 237,5 m, при температура на водата от 13,1 до 16,9 °C и соленост 35,3 – 35,7 ‰.

## Описание
На дължина достигат до 1,6 m.
Популацията на вида е намаляваща.